# Moteur V8 Gemini
Pour les articles homonymes, voir Gemini.
La famille de moteurs Gemini une famille de moteurs V8 conçue par General Motors. Bien que techniquement un small block en raison de l'entraxe des pistons valant 4,4 pouces,, les ingénieurs de General Motors ne le considèrent pas comme un membre de la lignée des small block Chevrolet, mais plutôt comme un produit spécialisé. C'est un moteur totalement inédit, qui ne présente aucun lien de filiation avec les moteurs LS de GM ni avec le V8 Blackwing de Cadillac. Cette famille présente également une nouvelle philosophie de conception, utilisant un double arbre à cames en tête et un vilebrequin à plat, tandis que la plupart des autres small block de General Motors utilisent un arbre à cames central et un vilebrequin en croix. En date de octobre 2022, la famille Gemini ne comprend qu'un seul membre, le LT6, utilisé dans la Chevrolet Corvette C8 en version Z06. Il existe en revanche des fuites internes à GM qui indiqueraient qu'une deuxième version, le LT7, serait en développement. Cette version serait plus puissance grâce à l'ajout de deux turbos et serait destinée à de futures versions ZR1 et Zora de la Corvette C8.

## Blocs avec alésage de 104.3 mm (2023-)

### 5.5L

#### LT6
Le LT6 est un V8 de 5 463 cm3. Il est utilisé dans la Corvette C8 en version Z06, et a été dévoilé le 26 octobre 2021. Il développe 670 chevaux à 8 400 tours par minute et 624 N m de couple à 6 300 tours par minute. C'est le moteur V8 atmosphérique de série le plus puissant du monde, détrônant le M159 de la Mercedes-Benz SLS AMG Black Series,,,. C'est aussi le V8 à vilebrequin à plat de série avec la plus grosse cylindrée, détrônant le Ford Voodoo utilisé dans les Ford Mustang  GT350 et GT350R de la génération S550. Ceci a présenté des difficultés lors du développement en raison des vibrations inhérentes aux V8 à vilebrequin à plat, qui tendent à augmenter avec la cylindrée. Ce moteur utilise un bloc en alliage d'aluminium, des pistons forgés en aluminium, et un système de lubrification à carter sec.

#### LT7
Le LT7 cousin twin turbo du LT6 dévoilé au public le 25 juillet 2024. Il développe 1 064 chevaux à 7 000 tours par minute et 1 123 Nm à 7 000 tours par minute. Il est utilisé dans la Corvette C8 ZR1.
Bien qu'il ait été mis en vente plus tard, le LT7 a été développé en tandem avec le LT6. Comparé à lui, le LT7 à des pistons et bielles différentes, plus solides. Ceci combiné aux chambres de combustion plus grosses baisse le taux de compression de  12.5:1 à 9.8:1. Contrairement au LT6, le LT7 utilise une double injection, avec 16 injecteurs au total. En revanche, le bloc moteur est identique, et le vilebrequin est presque identique, différent seulement dans l'équilibrage.